# Ljørdalen

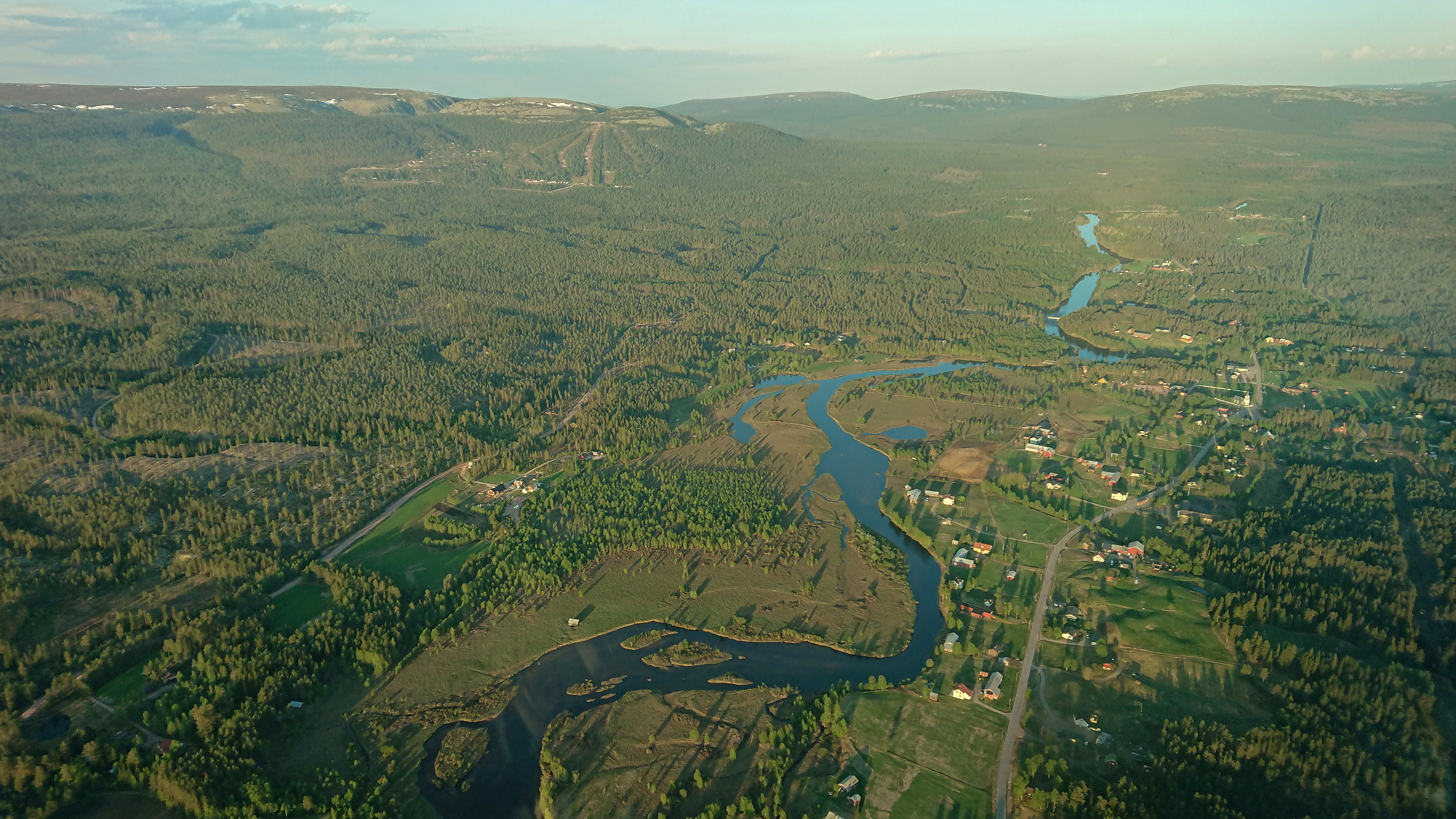
Ljørdalen från luften.

Ljørdalen är en dalgång i Trysils kommun i östra Norge, nära gränsen mot Sverige, omkring Västerdalälvens biflod Ljøra, på svenska sidan Görälven.